# Micronoctuïnis
Els micronoctuïnis (Micronoctuini) són una tribu de lepidòpters ditrisis de la subfamília Hypenodinae, família Erebidae que inclou al voltant de 400 espècies descrites. Les espècies típiques de la tribu són més petits que els altres noctuoïdeus. Micronoctua karsholti és la més petita de totes les espècies de la superfamília Noctuoidea.

## Història taxonòmica
Abans de la descripció inicial de la tribu com la família Micronoctuidae el 2005, prop de 20 espècies van ser descrites a les famílies Arctiidae (ara Arctiinae), Noctuidae, Nolidae (ara Nolinae) i Pyralidae. Les primeres espècies ara atribuïdes a la tribu van ser nomenades per Walker el 1863.
Les espècies d'aquesta tribu són rares en les col·leccions, possiblement perquè la majoria de les espècies són de color monòton (sovint d'un únic color marró, gris o negre) i són extremadament petites. D'altra banda els lepidopteròlegs especialitzats en macrolepidòpters ignoren aquestes espècies, pensant que pertanyen a Microlepidoptera, mentre que els microlepidopteròlegs les recullen, però en general les classifiquen dins la Microlepidoptera diversa desconeguda.
Un extensa revisió de Micronoctuidae va ser publicat per Fibiger entre 2007 i 2011, que descriu desenes d'espècies per primera vegada i les classifica en subfamílies i tribus. Una sèrie posterior d'estudis de classificació de nivell superior de la superfamília Noctuoidea va mostrar que la col·locació filogenètica de Micronoctuidae és com un clade dins de la subfamília Hypenodinae de la família Erebidae. Aquesta reclassificació va traslladar Micronoctuidae com a tribu Micronoctuini, les seves subfamílies com subtribus, i presumiblement les seves tribus originals com infratribus.

## Distribució
Els Micronoctuini són només coneguts del Vell Món, principalment a les zones tropicals i subtropicals, però també a la zona temperada de l'Àsia oriental. Ells habiten molts biòtops diferents, incloent deserts de sorra, deserts rocosos, semideserts, estepes, estepes arbustives, estepes amb arbustos i arbres, sabanes, boscos secs oberts, boscos densos secs i humits, boscos de fulla caduca i selves tropicals. Es troben des de Sierra Leone a l'Àfrica a Vanuatu al Pacífic i des de l'est de Rússia a Ciutat del Cap a Sud-àfrica i el nord de Nova Gal·les del Sud a Austràlia.

## Subtribus (anteriorment subfamílies )
- Belluliina Fibiger, 2008
- Magnina Fibiger, 2008
- Micronoctuina Fibiger, 2005
- Parachrostiina Fibiger, 2008
- Pollexina Fibiger, 2007
- Tactusina Fibiger, 2010
- Tentaxina Fibiger, 2011